# Aegithalos
Aegithalos Hermann, 1804 è un genere di uccelli passeriformi della famiglia Aegithalidae.

## Etimologia
Il nome scientifico del genere, Aegithalos, deriva dal greco αιγιθαλος (aigithalos, "cincia").

## Descrizione

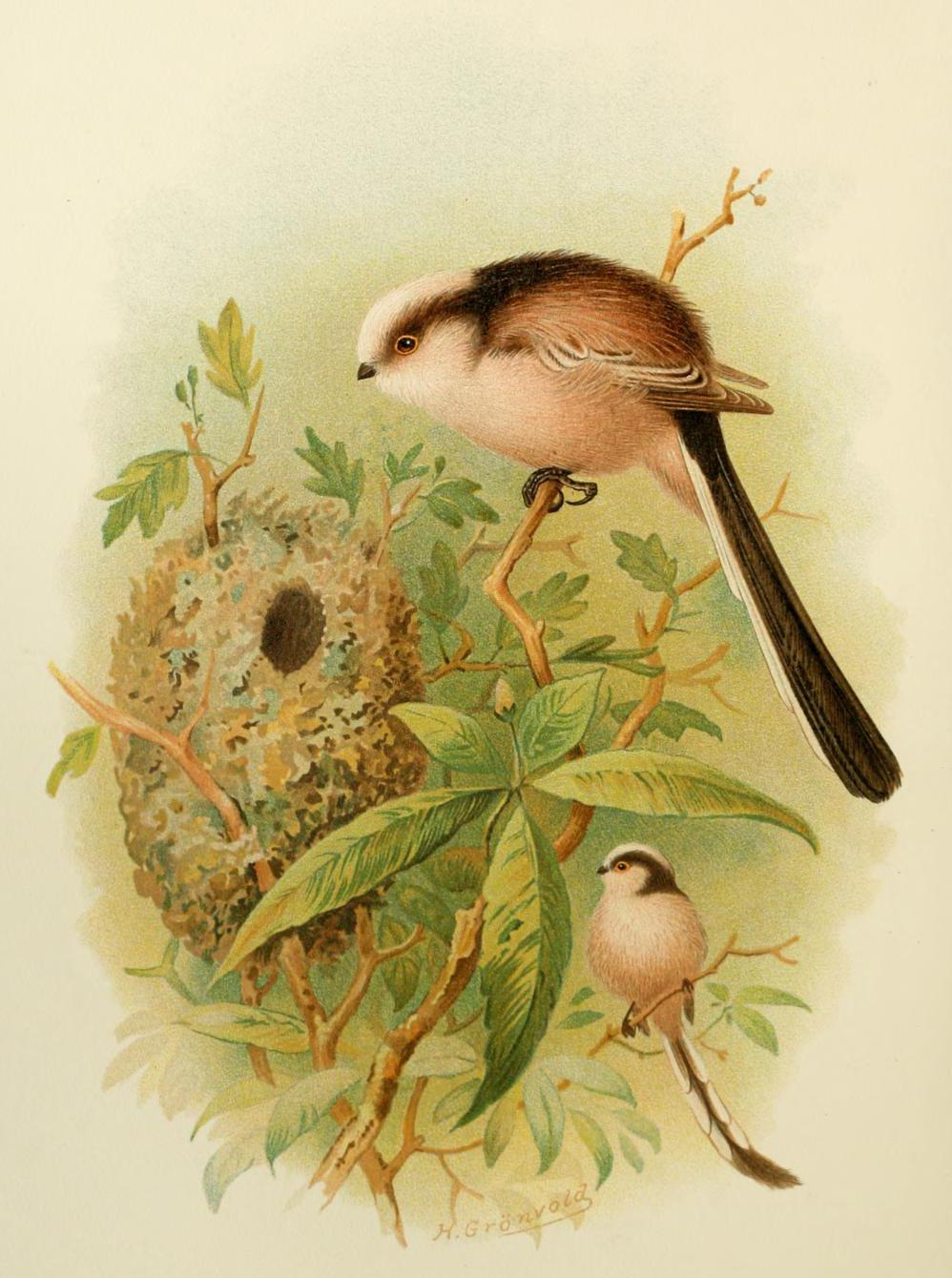
A.caudatus.

Si tratta di uccelli di piccole dimensioni (dai 10,5 cm di codibugnolo golanera e specie affini ai 16 cm del codibugnolo comune e del codibugnolo golagrigia), dall'aspetto paffuto, muniti di grossa testa arrotondata con corto becco conico, ali appuntite e coda lunga quasi quanto il corpo.
Il piumaggio è dominato dalle tonalità del biancastro, del grigiastro o del bruno ventralmente e dal nerastro dorsalmente: esso tende a mostrare variazione clinale in direttrice NW-SE, con le specie eurasiatiche  più settentrionali che mostrano testa, petto e ventre chiari e dorso, ali e coda nere, mentre quelle asiatiche cominciano a presentare calotte, mascherine e bavette nere.

## Biologia
I codibugnoli sono uccelli diurni e gregari, che vivono in stormi anche numerosi (spesso in associazione con altre specie) e passano la maggior parte del tempo nella canopia, nutrendosi di insetti, ma anche di bacche e frutti. Durante il periodo degli amori le coppie si isolano dal resto dello stormo divenendo territoriali: la femmina depone un gran numero di uova (fino a una dozzina) in un nido a forma di sacca fatto di ragnatele e licheni ed imbottito di piumino, e le cova da sola, mentre i nidiacei vengono accuditi da ambedue i genitori.

## Distribuzione e habitat
Sebbene la specie più conosciuta di codibugnolo (il codibugnolo comune abbia ampia distribuzione paleartica, la stragrande maggioranza dei codibugnoli vive in Asia Meridionale, con 3-4 specie diffuse alle pendici dell'Himalaya ed altre quattro che vivono in Cina centrale e meridionale, spingendosi a sud fino all'Indocina.

Tutte le specie abitano il limitare dei boschi maturi, con presenza di sottobosco e di grossi alberi sui quali cercare il cibo.

## Tassonomia

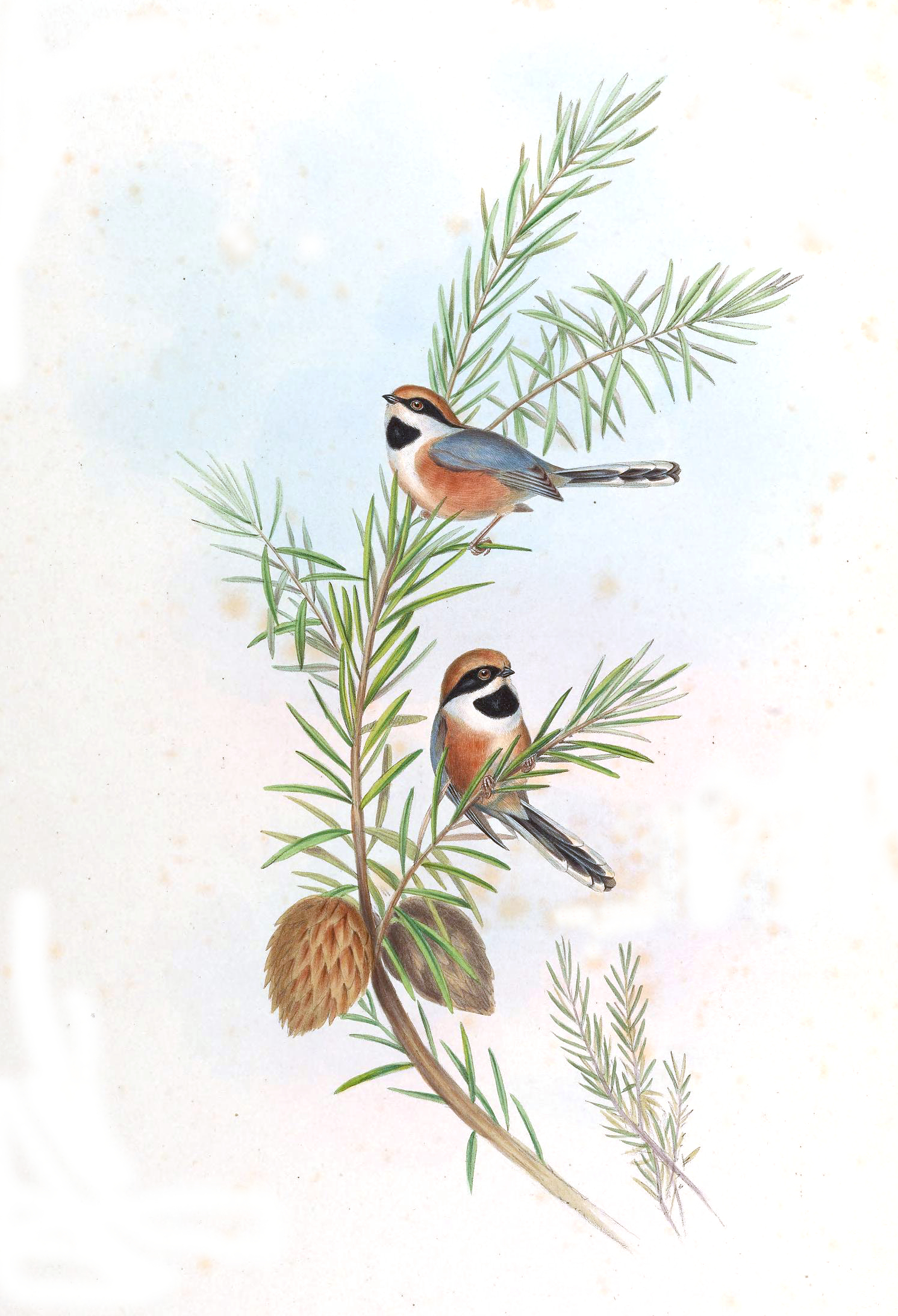
A. concinnus.

Al genere vengono ascritte nove specie:
- Aegithalos caudatus (Linnaeus, 1758) - codibugnolo comune
- Aegithalos glaucogularis (Gould, 1855) - codibugnolo golagrigia
- Aegithalos leucogenys (Moore, 1854) - codibugnolo guancebianche
- Aegithalos concinnus (Gould, 1855) - codibugnolo golanera
- Aegithalos niveogularis (Gould, 1855) - codibugnolo golabianca
- Aegithalos iouschistos (Blyth, 1845) - codibugnolo fronterossiccia
- Aegithalos bonvaloti (Oustalet, 1892) - codibugnolo ciglianere
- Aegithalos sharpei (Rippon, 1904) - codibugnolo birmano
- Aegithalos fuliginosus (Verreaux, 1869) - codibugnolo fuligginoso

A queste si aggiungono due specie fossili rinvenute in Ungheria, Aegithalos congruis ed Aegithalos gaspariki.
La tassonomia del genere rimane incerta sotto alcuni aspetti: se da un lato il codibugnolo golagrigia viene considerato una sottospecie del codibugnolo comune ed il codibugnolo fuligginoso e quello ciglianere (dal quale è stato separato il codibugnolo birmano, un tempo classificato come sua sottospecie) sono considerati sottospecie del codibugnolo fronterossiccia, alcune sottospecie di codibugnolo golanera presentano una certa distanza a livello genetico, che fa verosimilmente presagire una futura elevazione al rango di specie a sé stanti.